# Capitellum metallicum
Capitellum metallicum (малий мартинікський сцинк) — вид сцинкоподібних ящірок родини сцинкових (Scincidae). Ендемік Мартиніки.

## Поширення і екологія
Малі мартинікські сцинки відомі за типовим зразком, зібраним на острові Мартиніка.

## Збереження
МСОП класифікує цей вид як такий, що перебуває на межі зникнення, хоча, можливо, цей вид вже вимер внаслідок хижацтва з боку інвазивних мангустів і щурів.